# 岩手県道41号重茂半島線
岩手県道41号重茂半島線（いわてけんどう41ごう おもえはんとうせん）は、岩手県下閉伊郡山田町大沢から宮古市津軽石に至る県道（主要地方道）である。

## 概要
宮古市の重茂半島を通る路線で、幅員狭小・急勾配・急カーブ区間が多数存在する。また、沿道には本州最東端に位置する魹ヶ崎がある。

### 路線データ
- 実延長：35,858.2 m
- 起点：下閉伊郡山田町大沢第1地割（国道45号交点）
- 終点：宮古市津軽石第1地割（国道45号・県道163号交点）

## 歴史
- 1976年（昭和51年）10月1日 - 県道に認定される。
- 1993年（平成5年）5月11日 - 建設省から主要地方道重茂半島線の指定を受ける[1]。
- 2018年（平成30年）7月10日 - 大沢〜浜川目工区のうち浜川目地区の0.9kmが部分開通[2]。
- 2019年（平成31年）
  - 3月16日 - 熊の平〜津軽石工区の7.4kmが開通する[3]。
  - 3月29日 - 大沢〜浜川目工区のうち1.4kmが部分開通する[2]。
- 2020年（令和2年）
  - 3月26日 - 大沢〜浜川目工区の残りの区間0.5km [2]及び里工区の1.0kmが部分開通する[4]。
  - 11月6日 - 石浜工区の0.75kmが供用を開始する[5] 。
  - 12月28日 - 里工区が残りの区間1.0kmの併用を開始する[4]。

## 道路施設

### トンネル
- 海よ光れ大沢トンネル　全長265m[2]
- 重茂トンネル　全長771.0m [3]
  - トンネルの名前は山田町立大沢小学校（現山田町立山田小学校）で伝統的に行われている劇「海よ光れ」に由来している[6]。

### 橋梁
- 新石浜橋　全長22m[5]
- 里大橋　全長139.0m[4]
- 熊の平大橋　全長154.0m[3]
- 清水橋　全長66.0m[3]
- 堀内大橋　全長74.0m[3]
- 津軽石橋　全長169.7m[3]

## 地理

### 通過する自治体
- 下閉伊郡山田町 - 宮古市

### 交差する道路
- 国道45号（山田町大沢第1地割）
- 国道45号・岩手県道163号津軽石停車場線（宮古市津軽石第1地割）